# 바가반
바가반(산스크리트어: भगवान्, 팔리어: bhagavā)은 종교적 숭배 대상을 나타내는데 사용되는 인도 종교 내의 별칭이다. 힌두교에서는 신이나 화신, 특히 비슈누파의 비슈누와 크리슈나, 시바파의 시바, 샤크티파의 두르가 또는 마하데비를 나타내는데 사용된다. 자이나교에서 이 용어는 티르탕카라, 특히 마하비라를 가리키며 불교에서는 붓다를 가리킨다.
인도와 남아시아의 많은 지역에서 바가반은 영적이며 종교적이지만 특정 신을 숭배하지 않는 힌두교도에게 보편적인 신의 추상적 개념을 나타낸다.
바크티 학교 문헌에서 이 용어는 일반적으로 기도를 드리는 모든 신에게 사용된다. 특정 신은 종종 헌애자의 유일한 바가반이다. 바가반에 해당하는 여성은 바가바티이다. 일부 힌두교도에게 바가반이라는 단어는 추상적이고 성별이 없는 신의 개념이다.
불경에서 이 용어는 고타마 싯다르타를 지칭하는데 사용되며 그를 바가바 또는 바가반(세존)이라고 한다. 바가반이라는 용어는 상좌부 불교, 대승 불교 및 밀교 텍스트에서도 발견된다.

## 어원
산스크리트어 바가바트(bhagavat)는 원래는 "바가반(Bhagavan: 주, Lord, 하느님, God)에 관련된 (pertaining to Bhagavan)"이라는 뜻의 힌두교 용어인 산스크리트어 바가바타(bhāgavata)에서 유래한 말이며 또한 같은 말인데, 불교권에서는 바가바타(bhāgavata)라고 표기하지 않고 불교적인 개념을 담아서 바가바트(bhagavat)라고 표기한다는 견해가 있다.
하지만, 모니어 윌리엄스의 《산스크리트어-영어 사전》에 따르면, 바가바타(bhāgavata)의 뜻이 오히려 '비슈누나 크리슈나 등의 바가바트에 관련된 또는 바가바트로부터 온 (relating to or coming from Bhagavat i.e. Vishnu or Krishna)'이라는 뜻이다. 그리고 바가바트(Bhagavat)에는 다음과 같은 뜻이 있다.
1. 재산 · 행운 · 번영 · 행복을 가진 (possessing fortune , fortunate , prosperous , happy)
2. 눈부시도록 빛나는, 저명한, 신성(神性)한, 경배할 만한, 공경할 만한 (glorious, illustrious, divine, adorable, venerable)
3. (신 · 반신 또는 성인에 적용되는 의미로) 성스러운, 신성(神聖)한 (holy [applied to gods, demigods, and saints as a term of address, either in voc. bhagavan, bhagavas, bhagos])
4. 불교 경전의 제목에 흔히 붙는 성스러움의 뜻의 접두어 (with Buddhists often prefixed to the titles of their sacred writings)
5. 비슈누, 크리슈나 등의 신 또는 경배할 존재 (the divine or adorable one of Vishnu-Krishna Bhag. BhP.)
6. 부처 또는 보살 또는 자이나교의 깨달은 자(a Buddha or a Bodhi-sattva or a Jina Buddh)

## 불교
불교에서 바가반은 고타마 붓다를 비롯한 부처의 지위를 증득한 이를 칭하는 호칭 가운데 하나이다. 박가범(薄伽梵) · 박아범(薄阿梵) · 바가범(婆伽梵) · 바가반(婆伽伴) · 바아부저(婆誐嚩底) · 바아부제(婆誐嚩帝) 또는 박가발제(薄伽跋帝)라고도 음역한다.
이러한 호칭을 '모든 부처 또는 여래에게 통용되는 호칭' 즉 부처의 다른 명칭이라는 뜻에서 전통적인 용어로 제불통호(諸佛通號)라고 한다. 제불통호는 부처 또는 여래에 대한 특정한 10가지 호칭인 여래10호(如來十號)를 포함하는 개념이다. 바가바의 원어인 산스크리트어 바가바트(bhagavat)는 세존(世尊)이라고도 의역되는데, 이 때의 바가바는 여래10호에 속한다. 불교 경전과 논서들에서 고타마 붓다는 아주 흔히 세존이라 호칭되고 있다.
용수의 《대지도론》 제2권에 따르면 바가바에 다음의 4가지 뜻이 있다.
1. 유덕(有德): 덕이 있음[20][21]
2. 분별교(分別巧): 법을 잘 분별함[22][23]
3. 유명성(有名聲): 명성이 있음[24][25]
4. 능파(能破): 3독(三毒)을 깨뜨림에 있어 능함[26][27]

### 세존과 바가바
바가바의 원어인 산스크리트어 바가바트(bhagavat)를 비롯하여 로카나타(loka-nātha, 世主) · 로카즈예스타(loka-jyestha, 世中最尊者) 등의 많은 명칭이 모두 세존(世尊)이라고 의역되기도 하는데, 세존은 여래10호 가운데 하나이다. 따라서 바가바의 뜻을 세존이라고 볼 경우에 바가바는 여래10호에 속한다.
《대지도론》 제2권에서는 바가바(婆伽婆)의 대표적인 의역은 유덕(有德)이며 로카나타(loka-nātha, 路迦那他, 노가나타)의 의역이 세존(世尊)인 것으로 말하여 둘을 구분하고 있다.
세존은 온갖 공덕을 원만히 갖추어 세간을 이익케 하고 세간에서 존중을 받으므로 세존이라 하고, 또한 세상에서 가장 높다는 뜻에서 세존이라 한다. 불교 경전과 논서들에서 고타마 붓다는 아주 흔히 세존이라 호칭되고 있다.

### 바가바의 4가지 뜻

#### 유덕
《대지도론》 제2권에 따르면, 바가바(婆伽婆, bhagavat)에는 유덕(有德)의 뜻이 있다.
유덕(有德)은 덕이 있음을 말한다.

#### 분별교
《대지도론》 제2권에 따르면, 바가바(婆伽婆, bhagavat)에는 분별교(分別巧)의 뜻이 있다.
분별교(分別巧) 모든 법의 총상(總相: 전체적인 모습)과 별상(別相: 개별적인 모습)을 잘 분별하는 것을 말한다.

#### 유명성
《대지도론》 제2권에 따르면, 바가바(婆伽婆, bhagavat)에는 유명성(有名聲)의 뜻이 있다.
유명성(有名聲)은 명성이 있다는 것으로, 단순히 유명하다 또는 명성이 높다는 뜻은 아니다. 《대지도론》에 따르면, 전륜성왕(轉輪聖王) · 인드라(釋, Indra) · 브라흐마(梵, Brahmā) · 로카팔라(護世, Lokapāla) 등도 명성이 있지만 부처의 명성은 이들보다 더 높은데 그 이유는 부처에게는 결(結) 즉 번뇌가 없기 때문이다.

#### 능파
《대지도론》 제2권에 따르면, 바가바(婆伽婆, bhagavat)에는 능파(能破)의 뜻이 있다.
능파(能破)는 음(婬: 음욕) · 노(怒: 성냄) · 치(癡: 어리석음)의 3독(三毒), 즉 탐(貪) · 진(瞋) · 치(癡)의 불선근을 깨뜨림에 있어 능하다는 것을 말한다.

## 같이 보기
- 10호(여래10호)

## 참고 문헌
- 용수 지음, 구마라습 한역, 김성구 번역 (K.549, T.1509). 《대지도론》. 한글대장경 검색시스템 - 전자불전연구소 / 동국역경원. K.549(14-493), T.1509(25-57). |title=에 외부 링크가 있음 (도움말)
- 운허.  동국역경원 편집, 편집. 《불교 사전》. |title=에 외부 링크가 있음 (도움말)
- Thomas Mcevilley (2002). 《The Shape of Ancient Thought: Comparative Studies in Greek and Indian Philosophies》. Skyhorse Publishing Inc. ISBN 978-1-58115-203-6.
- Baij Nath Puri (1987). 《Buddhism In Central Asia》. Motilal Banarsidass Pub. ISBN 978-81-208-0372-5.
- (영어) Sanskrit and Tamil Dictionaries. 《Cologne Digital Sanskrit Dictionaries》. Institute of Indology and Tamil Studies, Cologne University (www.sanskrit-lexicon.uni-koeln.de). |title=, |출판사=에 외부 링크가 있음 (도움말)
- (중국어) 星雲. 《佛光大辭典(불광대사전)》 3판. |title=에 외부 링크가 있음 (도움말)
- (중국어) 용수 조, 구마라습 한역 (T.1509). 《대지도론(大智度論)》. 대정신수대장경. T25, No. 1509, CBETA. |title=에 외부 링크가 있음 (도움말)}

## 추가 자료
- Richard Gombrich, " A New Theravadin Liturgy 보관됨 2021-11-07 - 웨이백 머신 ," Journal of the Pali Text Society, 9(1981), 페이지 47–73.